# Principat de Pindos
El principat de Pindos era el nom per descriure un intent de formar un estat autònom dels aromans a l'agost de 1917 a les muntanyes de Pindos al nord de Grècia (al sud d'Albània sense arribar a la costa).